# Генічеська районна рада
Генічеська райо́нна ра́да — районна рада Генічеського району Херсонської області. Адміністративний центр — місто Генічеськ.

## Склад ради
Загальний склад ради: 40 депутатів.

### Голова
Резніков Олександр Володимирович (нар. 1946) — голова Генічеської районної ради від 31 жовтня 2010 року.

#### Голови районної ради (з 2006 року)
| ПІБ                               | Основні відомості                                                               | Дата обрання | Дата звільнення |
| --------------------------------- | ------------------------------------------------------------------------------- | ------------ | --------------- |
| Німетуллаєв Сейтумер Нурітдінович | Голова районної ради, 1952 року народження, член «Партії регіонів»              | 26.03.2006   | 31.10.2010      |
| Резніков Олександр Володимирович  | Голова районної ради, 1946 року народження, освіта вища, член «Партії регіонів» | 31.10.2010   |                 |

Примітка: таблиця складена за даними джерела